# Нуари, Ален
Ален Нуари (иногда Алан Нури, фр. Alain Jean Bourdon-Noury; род. 4 ноября 1945, Париж) — французский актёр.

## Биография
Кинодебют Алена Нуари состоялся в 1967 году в фильме режиссёра Габриэля Альбикоко «Большой Мольн». Нуари снимался в Италии в фильмах режиссёров Франко Росси и Серджио Кампаньа. Международную известность получил в фильмах известного немецкого кинорежиссёра Альфреда Форера, в которых сыграл аргентинца Мануэля Аранду в экранизации романа Йоханнеса Марио Симмела «Джимми отправился за радугой» (1971) и французского студента Алана в мелодраме «И дождь смывает все следы» (1972). В эротической ленте «История О» (1975, реж. Джаст Джекин) исполнил роль Ивэна.
С конца 70-х Ален Нури снимался преимущественно в фильмах и телесериалах югославских кинематографистов. Среди лучших работ: Микеланджело в политической драме «Сезон мира в Париже» (1981, реж. Предраг Голубович), Микан в «Искушении дьявола» (1989, реж. Ж.Николич).
Последний фильм, в котором снялся Ален Нури, — «Бель Эпок, или Последний вальс в Сараево» (1990, реж. Никола Стоянович). В титрах югославских фильмов значится — Alen Nuri. После 1991 года Ален Нури в кино не снимался.

## Фильмография и роли
| Год       | Название на русском             | Оригинальное название             | Роль            |
| --------- | ------------------------------- | --------------------------------- | --------------- |
| 1967      | Большой Мольн                   | Le Grand Meaulnes                 | Франц де Гале   |
| 1969      | Плагиат                         | Plagio                            | Массимо         |
| 1969      | Giovinezza, giovinezza          | Giovinezza, giovinezza            | Джулио Говони   |
| 1970      | Самки                           | Die Weibchen                      | Джонни          |
| 1970      | Сила секса                      | Sex-Power                         |                 |
| 1971      | Прекрасное чудовище             | Un beau monstre                   | Дино            |
| 1971      | Und Jimmy ging zum Regenbogen   | Und Jimmy ging zum Regenbogen     | Мануэль Аранда  |
| 1972      | И дождь смывает все следы       | Und der Regen verwischt jede Spur | Алан            |
| 1973      | Профессия: искатели приключений | Profession: Aventuriers           | Луис            |
| 1974      | Защитник                        | Le protecteur                     | Серджил Витале  |
| 1974      | Лишь бы было весело             | Лишь бы было весело               | Октавио         |
| 1975      | История О                       | Histoire d’O                      | Айвен           |
| 1976      | Вершины Зелёной горы            | Vrhovi Zelengore                  | Милан           |
| 1981      | Сезон мира в Париже             | Sezona mira u Parizu              | Микеланджио     |
| 1984      | Opasni trag                     | Opasni trag                       | Мистер Пеппер   |
| 1985      | Красота порока                  | Lepota poroka                     | Странный нудист |
| 1985      | Альбом протеста                 | Protestni album                   | Игорь           |
| 1987—1988 | Bolji zivot (сериал)            | Bolji zivot (сериал)              | Ален Нури       |
| 1990      | Belle epoque                    | Belle epoque                      | Луи де Бери     |
| 1991      | Iskusavanje djavola             | Iskusavanje djavola               | Микан           |